# Irn-Bru
Irn-Bru er en kulsyreholdig læskedrik, der produceres af firmaet A.G. Barr i Blantyre i Skotland. Den sælges over hele Storbritannien og i flere andre lande, nu også i Danmark (Normal, 7-Eleven, Føtex og til tider i Netto). Irn-Bru har været produceret siden 1901 og er meget populær i Skotland samt i områder, hvor der er mange mennesker af skotsk afstamning. 
Navnet udtales lige som "iron brew". Navnet skyldes muligvis, at bygningsarbejdere i forbindelse med en stor ombygning af Glasgow Central Station i 1901 havde brug for en drik, de ikke blev berusede af, hvorpå A.G. Barr producerede denne sodavand. Den fik så navnet for at vise en forbindelse til det omfattende stålarbejde (jern) i byggeriet.
Irn-Bru er især kendt for sin meget stærke orange farve, der skyldes de tilsatte farvestoffer Sunset Yellow FCF (E110) og Ponceau 4R (E124). Den annonceres med at have en let citrus-agtig smag, selv om dette diskuteres en del blandt forbrugere.